# Eustaqui el Monjo
Eustaqui el Monjo o en francès Eustache ou Wistasse le Moine fou un corsari francès nascut a Boulogne-sur-Mer l'any 1170, d'una família noble. Va nàixer com Eustace Busket, fill de Balduí Busket, un noble menor del comtat de Boulogne.
És un personatge històric, però la principal font és un poema èpic anònim del segle xiii, en el qual no sempre és fàcil separar els facts de la llicència poètica. En aquesta novel·la en versos es diu Wistasse le moigne.
Va entrar en un monestir però cansat de la vida al convent es va dedicar a les aventures. Primer fou senescal del comte de Boulogne i després va estar al servei de Joan sense Terra, però amb els dos es va barallar. El 1213 va passar al servei de Felip August i durant l'expedició de Lluís de França a Anglaterra li fou encarregada la direcció del cors i de les operacions marítimes. Quan duia reforços de França a Anglaterra fou atacat i derrotat. Fet presoner fou decapitat pels partidaris d'Enric III el dia 24 d'agost de 1217.